# Postleitzahl (Bulgarien)

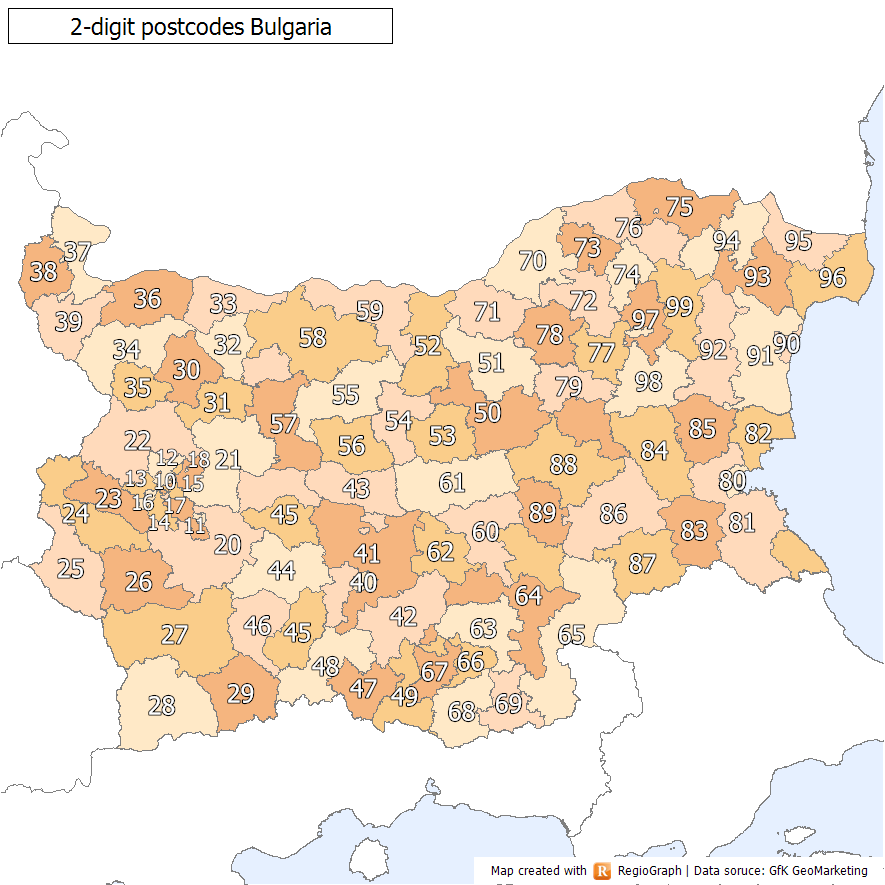
Postleitzahlen-Gebiete in Bulgarien nach den ersten beiden Stellen

Die bulgarischen Postleitzahlen (bulgarisch Пощенски код/[pɔʃtənski koʈ], meist abgekürzt als п.к.) sind vierstellig. Es gibt keine Trennzeichen oder Absetzungen.

## Liste der Postleitzahlen nach Oblast
| Postleitzahl | Oblast                                        |
| ------------ | --------------------------------------------- |
| 1xxx         | Sofia-Stadt                                   |
| 2xxx         | Blagoewgrad, Pernik, Kjustendil, Sofia-Oblast |
| 3xxx         | Montana, Widin, Wraza                         |
| 4xxx         | Smoljan, Pasardschik, Plovdiv                 |
| 5xxx         | Plewen, Gabrowo, Lowetsch                     |
| 6xxx         | Chaskowo, Kardschali, Stara Zagora            |
| 7xxx         | Silistra, Targowischte, Rasgrad, Russe        |
| 8xxx         | Burgas, Sliwen, Jambol                        |
| 9xxx         | Dobritsch, Schumen, Warna                     |